# St. Sebastian (Aachen-Hörn)

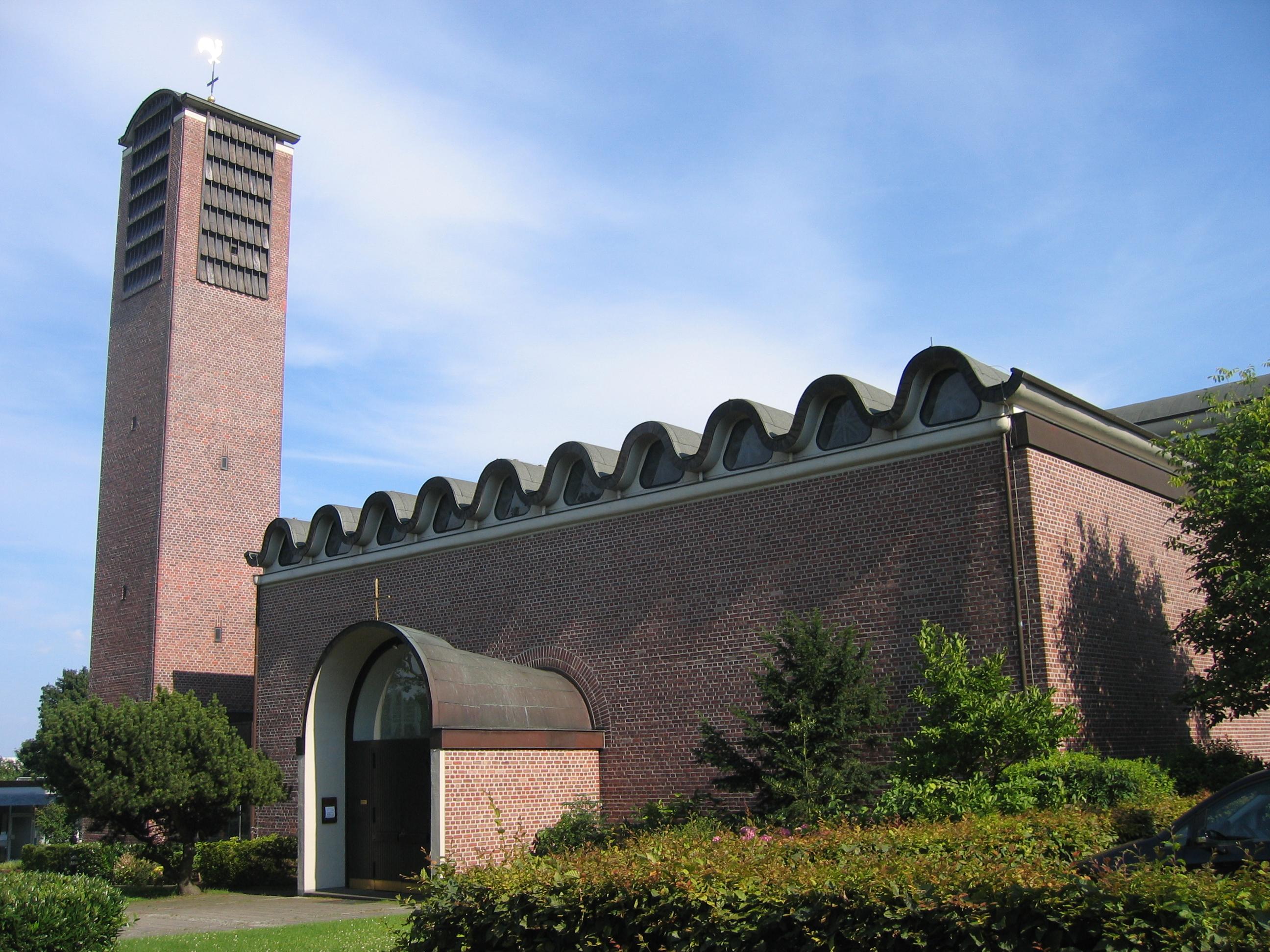
Kirche St. Sebastian

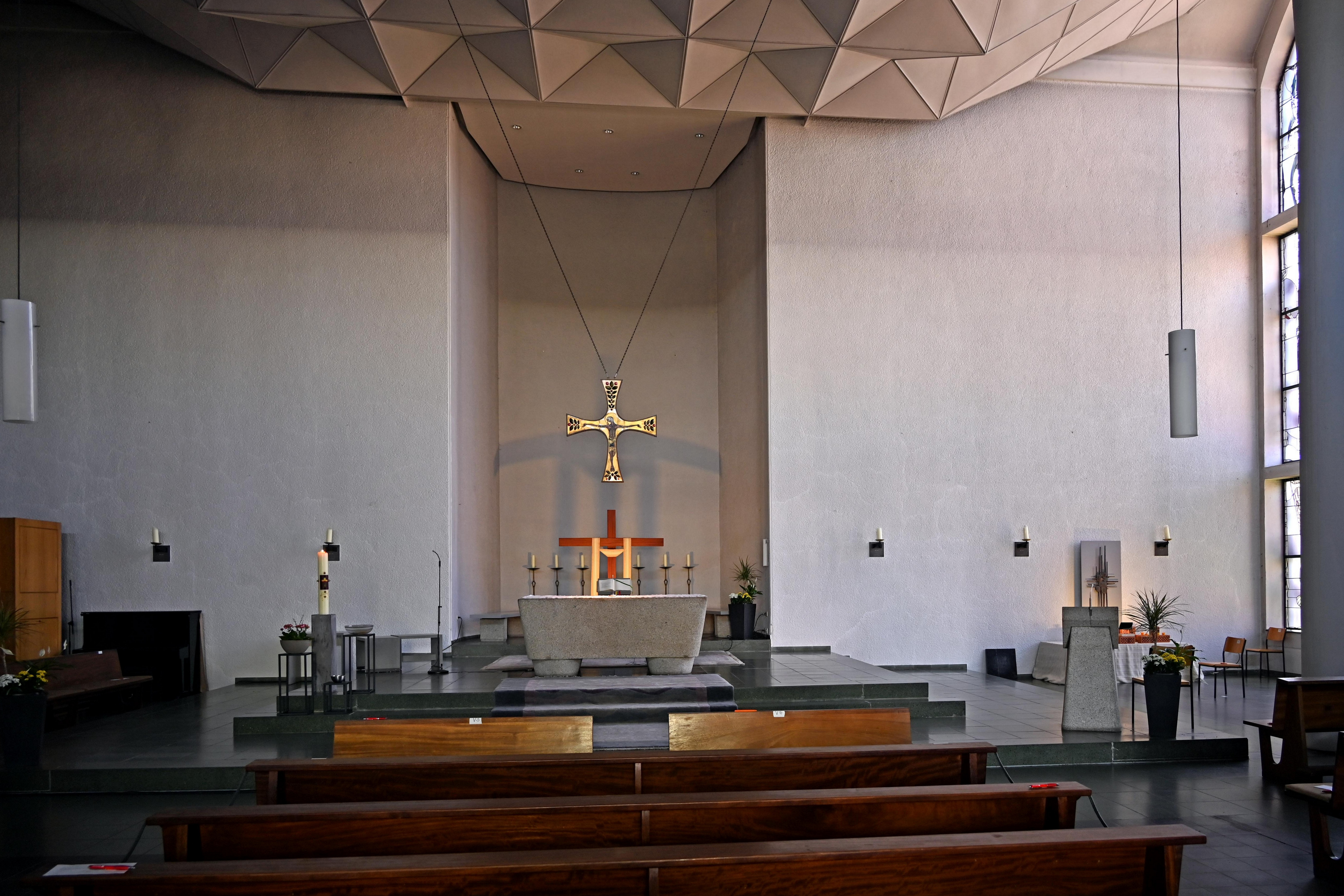
St. Sebastian, Innenraum

Die katholische Pfarrei St. Sebastian Aachen-Hörn gehört zu der Gemeinschaft der Gemeinden (GdG) Aachen-Nord-West und liegt im Aachener Stadtteil Hörn.

## Kirche
Die Pfarrkirche wurde 1954 nach Plänen des Architekten Alfons Leitl erbaut und am 7. August desselben Jahres benediziert. Sie hat rund 300 Sitzplätze. Aufgrund ihres ungewöhnlichen Daches in Form einer regelmäßigen Welle haben die Hörner der Kirche den Spitznamen St. Lockwell verliehen.

## Geschichte

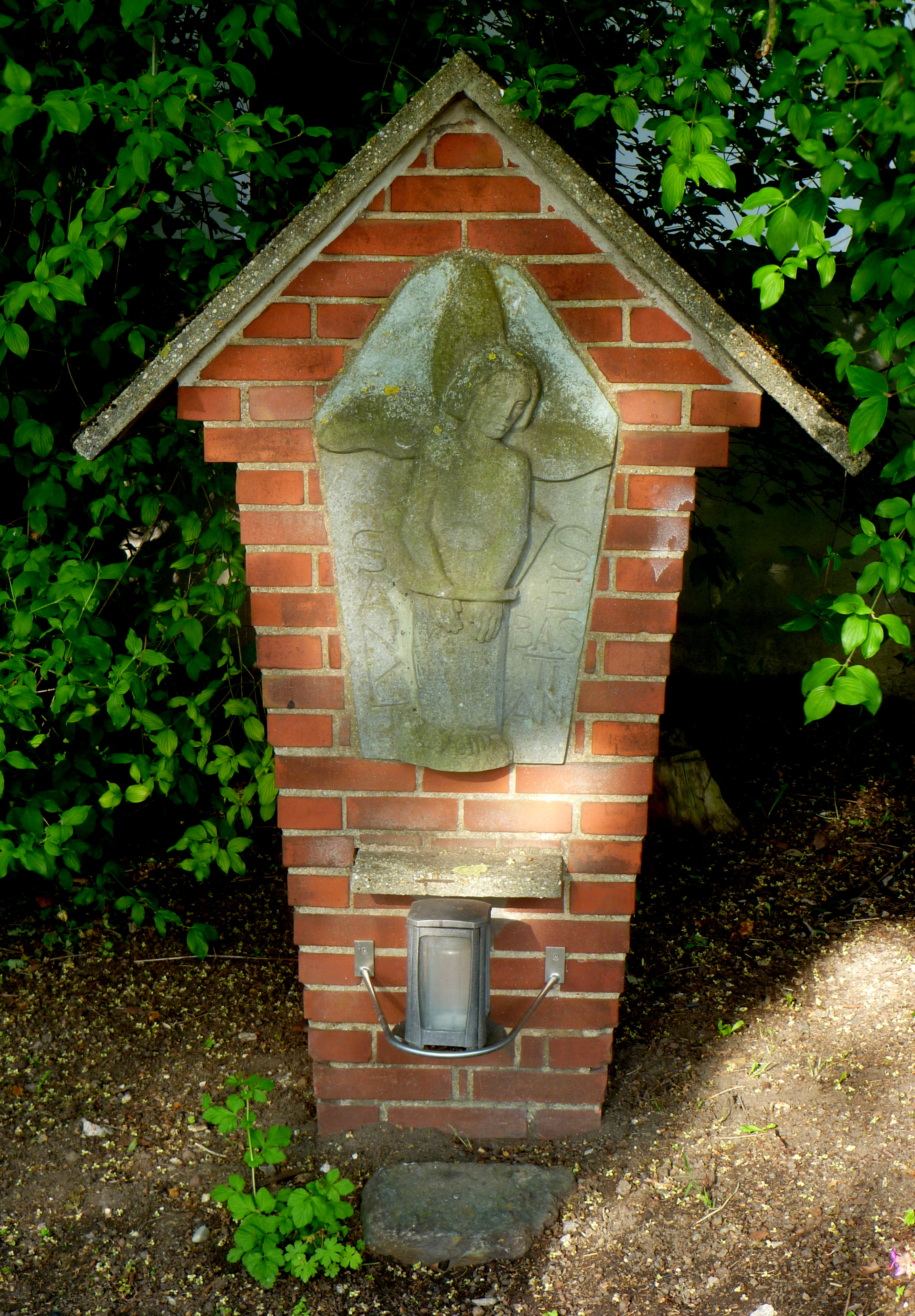
Bildstock St. Sebastian

Am 16. November 1934 wurde der Grundstein für die Siedlung „Auf der Hörn“ für kinderreiche Familien gelegt. Der Großteil der neuen Siedlung war der Pfarrei Heilig Kreuz zugeordnet, der Bereich an der Melatener Straße und dem Königshügel der Pfarrei St. Jakob. Seit dem Jahre 1947 wurde die Gemeinde zunächst durch einen von Heilig Kreuz abgestellten Pfarrer betreut. Zwei Jahre später wurde ihr von der Stadt Aachen ein Gelände zur Verfügung gestellt, auf welchem die Gemeinde eine Holzbaracke als Notkirche errichten konnten, die am 23. Januar 1949 von Bischof Johannes Joseph van der Velden eingeweiht wurde. Doch es vergingen wiederum mehrere Jahre, bis Ende 1952 mit dem Bau einer neuen und festen Kirche begonnen werden konnte, deren Grundstein aus der Mutterkirche Heilig Kreuz entnommen und am Ostermontag 1953 gelegt wurde.
Später wurde an der Straße Am Hörnhang ein kleiner Bildstock aufgestellt, der an die Pfarre und ihren Pfarrpatron St. Sebastian erinnern soll.

## Oratorium
In der Gemeinde besteht ein Oratorium, das heißt eine geistliche Gemeinschaft in der Tradition des heiligen Philipp Neri.

## Pfarrgebiet
Das Pfarrgebiet umfasst den Stadtteil Hörn der Stadt Aachen. Die Kirche liegt in der Ahornstraße, zentral für das Stadtviertel direkt an der Bushaltestelle Halifaxstraße.
Innerhalb des Pfarrgebiets liegen unter anderem das Montessori-Kinderhaus (Kindergarten), die katholische Grundschule auf der Hörn (Kgs auf der Hörn), das Philipp-Neri-Haus (Kinder- und Jugendzentrum) sowie das Haus Hörn (Altenzentrum, Hospiz, Tagespflege und physikalische Therapie).